# Garry Monk
Garry Alan Monk (Bedford, 6 marzo 1979) è un allenatore di calcio ed ex calciatore inglese, di ruolo difensore.

## Statistiche
Statistiche da allenatore aggiornate al 28 maggio 2019.
| Stagione                   | Squadra                    | Campionato                 | Campionato | Campionato | Campionato | Campionato | Coppe nazionali | Coppe nazionali | Coppe nazionali | Coppe nazionali | Coppe nazionali | Coppe continentali | Coppe continentali | Coppe continentali | Coppe continentali | Coppe continentali | Altre coppe | Altre coppe | Altre coppe | Altre coppe | Altre coppe | Totale | Totale | Totale | Totale | % Vittorie | Piazzamento |
| Stagione                   | Squadra                    | Comp                       | G          | V          | N          | P          | Comp            | G               | V               | N               | P               | Comp               | G                  | V                  | N                  | P                  | Comp        | G           | V           | N           | P           | G      | V      | N      | P      | %          | Piazzamento |
| -------------------------- | -------------------------- | -------------------------- | ---------- | ---------- | ---------- | ---------- | --------------- | --------------- | --------------- | --------------- | --------------- | ------------------ | ------------------ | ------------------ | ------------------ | ------------------ | ----------- | ----------- | ----------- | ----------- | ----------- | ------ | ------ | ------ | ------ | ---------- | ----------- |
| gen.-giu. 2014             | Swansea City               | PL                         | 14         | 5          | 3          | 6          | FACup+CdL       | 1+0             | 0               | 0               | 1               | UEL                | 2                  | 0                  | 1                  | 1                  | -           | -           | -           | -           | -           | 17     | 5      | 4      | 8      | 29,41      | 12º         |
| 2014-2015                  | Swansea City               | PL                         | 38         | 16         | 8          | 14         | FACup+CdL       | 2+3             | 1+2             | 0+0             | 1+1             | -                  | -                  | -                  | -                  | -                  | -           | -           | -           | -           | -           | 43     | 19     | 8      | 16     | 44,19      | 8º          |
| 2015-gen. 2016             | Swansea City               | PL                         | 15         | 6          | 4          | 5          | FACup+CdL       | 0+3             | 2               | 0               | 1               | -                  | -                  | -                  | -                  | -                  | -           | -           | -           | -           | -           | 18     | 8      | 4      | 6      | 44,44      | Esonerato   |
| Totale Swansea City        | Totale Swansea City        | Totale Swansea City        | 67         | 27         | 15         | 25         |                 | 9               | 5               | 0               | 4               |                    | 2                  | 0                  | 1                  | 1                  |             | -           | -           | -           | -           | 78     | 32     | 16     | 30     | 41,03      |             |
| 2016-2017                  | Leeds Utd                  | FLC                        | 46         | 22         | 9          | 15         | FACup+CdL       | 2+5             | 1+2             | 0+2             | 1+1             | -                  | -                  | -                  | -                  | -                  | -           | -           | -           | -           | -           | 53     | 25     | 11     | 17     | 47,17      | 7º          |
| 2017-gen. 2018             | Middlesbrough              | FLC                        | 23         | 10         | 5          | 8          | FACup+CdL       | 0+3             | 2               | 0               | 1               | -                  | -                  | -                  | -                  | -                  | -           | -           | -           | -           | -           | 26     | 12     | 5      | 9      | 46,15      | Esonerato   |
| gen.-giu. 2018             | Birmingham City            | FLC                        | 11         | 5          | 1          | 5          | FACup+CdL       | -               | -               | -               | -               | -                  | -                  | -                  | -                  | -                  | -           | -           | -           | -           |             | 11     | 5      | 1      | 5      | 45,45      | 19º         |
| 2018-2019                  | Birmingham City            | FLC                        | 46         | 14         | 19         | 13         | FACup+CdL       | 1+1             | 0+0             | 0+0             | 1+1             | -                  | -                  | -                  | -                  | -                  | -           | -           | -           | -           | -           | 48     | 14     | 19     | 15     | 29,17      | 17º         |
| Totale Birmingham          | Totale Birmingham          | Totale Birmingham          | 57         | 19         | 20         | 18         |                 | 2               | 0               | 0               | 2               |                    | -                  | -                  | -                  | -                  |             | -           | -           | -           | -           | 59     | 19     | 20     | 20     | 32,20      |             |
| set. 2019-2020             | Sheffield Weds             | FLC                        | 40         | 12         | 11         | 17         | FACup+CdL       | 3+1             | 2+0             | 0+0             | 1+1             | -                  | -                  | -                  | -                  | -                  | -           | -           | -           | -           | -           | 44     | 14     | 11     | 19     | 31,82      | Sub, 16°    |
| set.-nov. 2020             | Sheffield Weds             | FLC                        | 11         | 3          | 3          | 5          | FACup+CdL       | 0+3             | 0+1             | 0+1             | 0+1             | -                  | -                  | -                  | -                  | -                  | -           | -           | -           | -           | -           | 14     | 4      | 4      | 6      | 28,57      | Eson        |
| Totale Sheffield Wednesday | Totale Sheffield Wednesday | Totale Sheffield Wednesday | 51         | 15         | 14         | 22         |                 | 7               | 3               | 1               | 3               |                    | -                  | -                  | -                  | -                  |             | -           | -           | -           | -           | 58     | 18     | 15     | 25     | 31,03      |             |
| mar.-apr. 2024             | Cambridge Utd              | FL1                        | 11         | 2          | 4          | 5          | FACup+CdL       | 0+0             | 0+0             | 0+0             | 0+0             | -                  | -                  | -                  | -                  | -                  | -           | -           | -           | -           | -           | 11     | 2      | 4      | 5      | 18,18      | Sub, 18°    |
| 2024-2025                  | Cambridge Utd              | FL1                        | 15         | 3          | 3          | 9          | FACup+CdL       | 1+1             | 1+0             | 0+0             | 0+1             | -                  | -                  | -                  | -                  | -                  | EFL         | 3           | 1           | 1           | 1           | 20     | 5      | 4      | 11     | 25,00      |             |
| Totale Cambridge United    | Totale Cambridge United    | Totale Cambridge United    | 26         | 5          | 7          | 14         |                 | 2               | 1               | 0               | 1               |                    | -                  | -                  | -                  | -                  |             | 3           | 1           | 1           | 1           | 31     | 7      | 8      | 16     | 22,58      |             |
| Totale carriera            | Totale carriera            | Totale carriera            | 219        | 77         | 59         | 83         |                 | 25              | 11              | 3               | 11              |                    | 2                  | 0                  | 1                  | 1                  |             | 3           | 1           | 1           | 1           | 249    | 89     | 64     | 96     | 35,74      |             |

## Palmarès

### Giocatore

#### Competizioni nazionali
- Football League One: 1

Swansea: 2007-2008
- Coppa di Lega inglese: 1

Swansea: 2012-2013